# Glória Menezes
Pour les articles homonymes, voir Menezes.
Glória Menezes (nom de scène de Nilcedes Soares Magalhães Sobrinho, née à Pelotas, Rio Grande do Sul, au Brésil, le 19 octobre 1934), est une actrice brésilienne.

## Biographie
Glória Menezes est connue pour avoir joué le rôle de « Rosa » face à Leonardo Villar dans La Parole donnée de Anselmo Duarte, palme d'or au Festival de Cannes en 1962.
Elle a joué dans plusieurs films au Brésil et dans de nombreux telenovelas.
Mariée à l'acteur Tarcísio Meira, elle est la mère de l'acteur Tarcísio Filho.

## Filmographie
- 1962 : La Parole donnée : Rosa
- 1972 : Independência ou Morte : Domitila de Castro
- 1998 - 1999 : Tour de Babel : Marta Toledo
- 2004 : Au cœur du péché (Da Cor do Pecado) : kiki
- 2006 - 2007 : Le Roman de la vie : Lalinha